# Canton de Charente-Vienne
Le canton de Charente-Vienne est une circonscription électorale française du département de la Charente créée par le décret du 20 février 2014 et entrée en vigueur lors des élections départementales de 2015.

## Histoire
Un nouveau découpage territorial de la Charente entre en vigueur en mars 2015, défini par le décret du 20 février 2014, en application des lois du 17 mai 2013 (loi organique 2013-402 et loi 2013-403). Les conseillers départementaux sont, à compter de ces élections, élus au scrutin majoritaire binominal mixte. Les électeurs de chaque canton élisent au Conseil départemental, nouvelle appellation du Conseil général, deux membres de sexe différent, qui se présentent en binôme de candidats. Les conseillers départementaux sont élus pour 6 ans au scrutin binominal majoritaire à deux tours, l'accès au second tour nécessitant 12,5 % des inscrits au 1er tour. En outre la totalité des conseillers départementaux est renouvelée. Ce nouveau mode de scrutin nécessite un redécoupage des cantons dont le nombre est divisé par deux avec arrondi à l'unité impaire supérieure si ce nombre n'est pas entier impair, assorti de conditions de seuils minimaux. Dans la Charente, le nombre de cantons passe ainsi de 35 à 19. Le nouveau canton de Charente-Vienne est formé de communes des anciens cantons de Confolens-Nord, de Confolens-Sud et de Chabanais.

## Représentation
| Période élective | Période élective | Mandat | Mandat   | Identité          | Nuance | Nuance | Qualité |
| ---------------- | ---------------- | ------ | -------- | ----------------- | ------ | ------ | --- |
| 2015             | 2021             | 2015   | 2021     | Philippe Bouty    |        | DVG    | Chef d’entreprise de pompes funèbres Premier adjoint au maire de Confolens Président de la Communauté de communes du Confolentais puis de la Communauté de Communes de Charente Limousine (2017-2021) |
| 2015             | 2021             | 2015   | 2021     | Jeanine Durepaire |        | DVG    | Commerçante, ancienne conseillère municipale de Chabanais, maire de Chabrac depuis 2020 |
| 2021             | 2028             | 2021   | en cours | Philippe Bouty    |        | PS     | Conseiller sortant, Président du conseil départemental |
| 2021             | 2028             | 2021   | en cours | Jeanine Durepaire |        | DVG    | Conseillère sortante |

### Résultats détaillés

#### Élections de mars 2015
À l'issue du 1er tour des élections départementales de 2015, deux binômes sont en ballottage : Philippe Bouty et Jeanine Durepaire (Union de la Gauche, 32,93 %) et Jacky Martineau et Marie-Claude Poinet (Union de la Droite, 26,4 %). Le taux de participation est de 57,72 % (8 172 votants sur 14 158 inscrits) contre 50,21 % au niveau départementalet 50,17 % au niveau national.
Au second tour, Philippe Bouty et Jeanine Durepaire (Union de la Gauche) sont élus avec 56,87 % des suffrages exprimés et un taux de participation de 57,8 % (4 089 voix pour 8 184 votants et 14 158 inscrits).

#### Élections de juin 2021
Le premier tour des élections départementales de 2021 est marqué par un très faible taux de participation (33,26 % au niveau national). Dans le canton de Charente-Vienne, ce taux de participation est de 39,04 % (5 304 votants sur 13 585 inscrits) contre 33,39 % au niveau départemental. À l'issue de ce premier tour, deux binômes sont en ballottage : Philippe Bouty et Jeanine Durepaire (Union à gauche, 62,04 %) et Didier - Joseph - Victor Hamard et Danièle - Yvette Raynaud (DVC, 37,96 %).
Le second tour des élections est marqué une nouvelle fois par une abstention massive équivalente au premier tour. Les taux de participation sont de 34,3 % au niveau national, 33,99 % dans le département et 39,07 % dans le canton de Charente-Vienne. Philippe Bouty et Jeanine Durepaire (Union à gauche) sont élus avec 61,98 % des suffrages exprimés (3 047 voix pour 5 313 votants et 13 598 inscrits),,.
Philippe Bouty a réadhéré au PS en avril 2024.

## Composition
Le nouveau canton de Charente-Vienne comprenait vingt-neuf communes entières à sa création. À la suite de la fusion de Confolens et de Saint-Germain-de-Confolens le 1er janvier 2016 et à la création de la commune nouvelle Terres-de-Haute-Charente le 1er janvier 2019, le nombre de communes passe de 29 à 27.
| Nom                               | Code Insee | Intercommunalité         | Superficie (km2) | Population (dernière pop. légale)            | Densité (hab./km2) | Modifier                                    |
| --------------------------------- | ---------- | ------------------------ | ---------------- | -------------------------------------------- | ------------------ | ------------------------------------------- |
| Confolens (bureau centralisateur) | 16106      | CC de Charente Limousine | 23,63            | 2 726 (2022)                                 | 115                | modifier les données · modifier les données |
| Abzac                             | 16001      | CC de Charente Limousine | 33,35            | 513 (2022)                                   | 15                 | modifier les données · modifier les données |
| Ambernac                          | 16009      | CC de Charente Limousine | 30,05            | 377 (2022)                                   | 13                 | modifier les données · modifier les données |
| Ansac-sur-Vienne                  | 16016      | CC de Charente Limousine | 30,79            | 816 (2022)                                   | 27                 | modifier les données · modifier les données |
| Brigueuil                         | 16064      | CC de Charente Limousine | 47,07            | 1 101 (2022)                                 | 23                 | modifier les données · modifier les données |
| Brillac                           | 16065      | CC de Charente Limousine | 42,41            | 607 (2022)                                   | 14                 | modifier les données · modifier les données |
| Chabanais                         | 16070      | CC de Charente Limousine | 15,01            | 1 564 (2022)                                 | 104                | modifier les données · modifier les données |
| Chabrac                           | 16071      | CC de Charente Limousine | 22,40            | 614 (2022)                                   | 27                 | modifier les données · modifier les données |
| Chassenon                         | 16086      | CC de Charente Limousine | 23,48            | 843 (2022)                                   | 36                 | modifier les données · modifier les données |
| Chirac                            | 16100      | CC de Charente Limousine | 34,33            | 779 (2022)                                   | 23                 | modifier les données · modifier les données |
| Épenède                           | 16128      | CC de Charente Limousine | 15,62            | 191 (2022)                                   | 12                 | modifier les données · modifier les données |
| Esse                              | 16131      | CC de Charente Limousine | 30,37            | 509 (2022)                                   | 17                 | modifier les données · modifier les données |
| Étagnac                           | 16132      | CC de Charente Limousine | 29,23            | 987 (2022)                                   | 34                 | modifier les données · modifier les données |
| Exideuil-sur-Vienne               | 16134      | CC de Charente Limousine | 20,56            | 1 028 (2022)                                 | 50                 | modifier les données · modifier les données |
| Hiesse                            | 16164      | CC de Charente Limousine | 24,75            | 238 (2022)                                   | 9,6                | modifier les données · modifier les données |
| Lessac                            | 16181      | CC de Charente Limousine | 34,14            | 534 (2022)                                   | 16                 | modifier les données · modifier les données |
| Lesterps                          | 16182      | CC de Charente Limousine | 36,03            | 440 (2022)                                   | 12                 | modifier les données · modifier les données |
| Manot                             | 16205      | CC de Charente Limousine | 20,34            | 548 (2022)                                   | 27                 | modifier les données · modifier les données |
| Montrollet                        | 16231      | CC de Charente Limousine | 22,22            | 332 (2022)                                   | 15                 | modifier les données · modifier les données |
| Oradour-Fanais                    | 16249      | CC de Charente Limousine | 26,41            | 341 (2022)                                   | 13                 | modifier les données · modifier les données |
| Pleuville                         | 16264      | CC de Charente Limousine | 33,63            | 314 (2022)                                   | 9,3                | modifier les données · modifier les données |
| Pressignac                        | 16270      | CC de Charente Limousine | 28,15            | 379 (2022)                                   | 13                 | modifier les données · modifier les données |
| Saint-Christophe                  | 16306      | CC de Charente Limousine | 23,65            | 323 (2022)                                   | 14                 | modifier les données · modifier les données |
| Saint-Maurice-des-Lions           | 16337      | CC de Charente Limousine | 50,08            | 896 (2022)                                   | 18                 | modifier les données · modifier les données |
| Saint-Quentin-sur-Charente        | 16345      | CC de Charente Limousine | 14,39            | 202 (2022)                                   | 14                 | modifier les données · modifier les données |
| Saulgond                          | 16363      | CC de Charente Limousine | 27,36            | 531 (2022)                                   | 19                 | modifier les données · modifier les données |
| Terres-de-Haute-Charente          | 16192      | CC de Charente Limousine | 86,65            | Fraction : 718 (2022) Commune : 3 790 (2022) | 44                 | modifier les données · modifier les données |
| Canton de Charente-Vienne         | 1610       |                          |                  | 18 451 (2022)                                |                    | modifier les données                        |

## Démographie
En 2022, le canton comptait 18 451 habitants, en évolution de −1,13 % par rapport à 2016 (Charente : −0,48 %, France hors Mayotte : +2,11 %).
| 2013   | 2018   | 2022   |
| ------ | ------ | ------ |
| 18 929 | 18 464 | 18 451 |